# ナメクジ

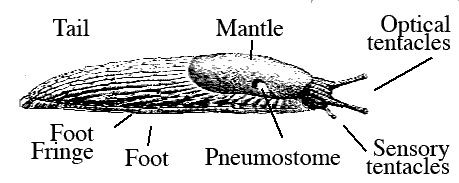
一般的なナメクジの解剖学的図表。
Mantle:外套膜、殻の痕跡器官として甲羅や内部に殻を持つ種もいる。
Pneumostome:右側にのみ呼吸孔を持つ。
Optical Tentacle：大触角（視覚・触覚・嗅覚）
Sensory Tentacle：小触角（嗅覚・味覚）

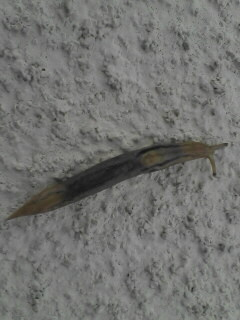
民家に現れたコウラナメクジ科の一種

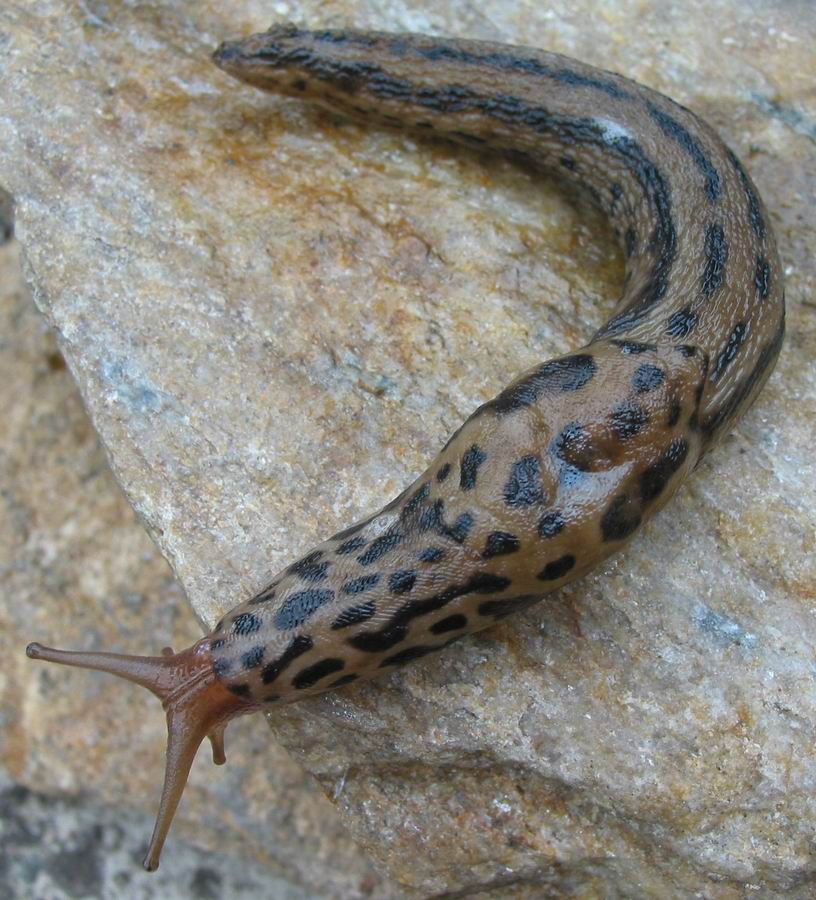
マダラコウラナメクジ

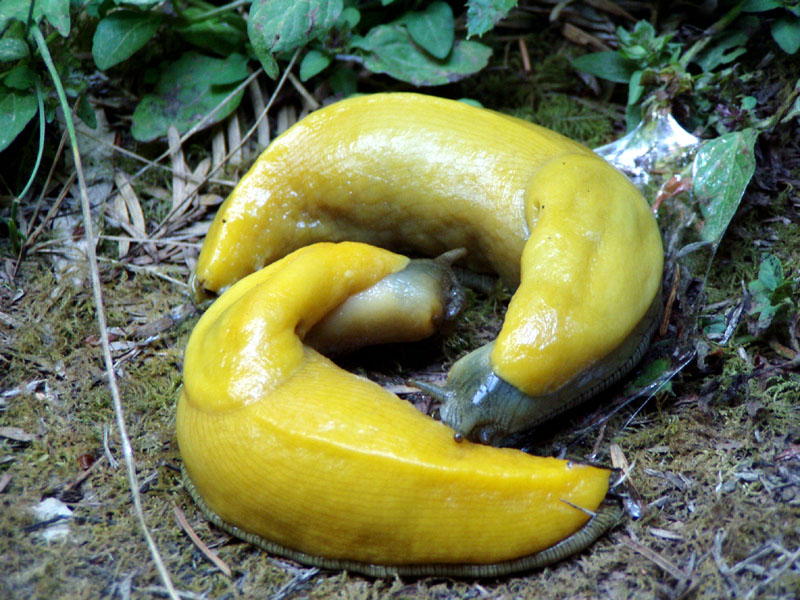
バナナスラッグ

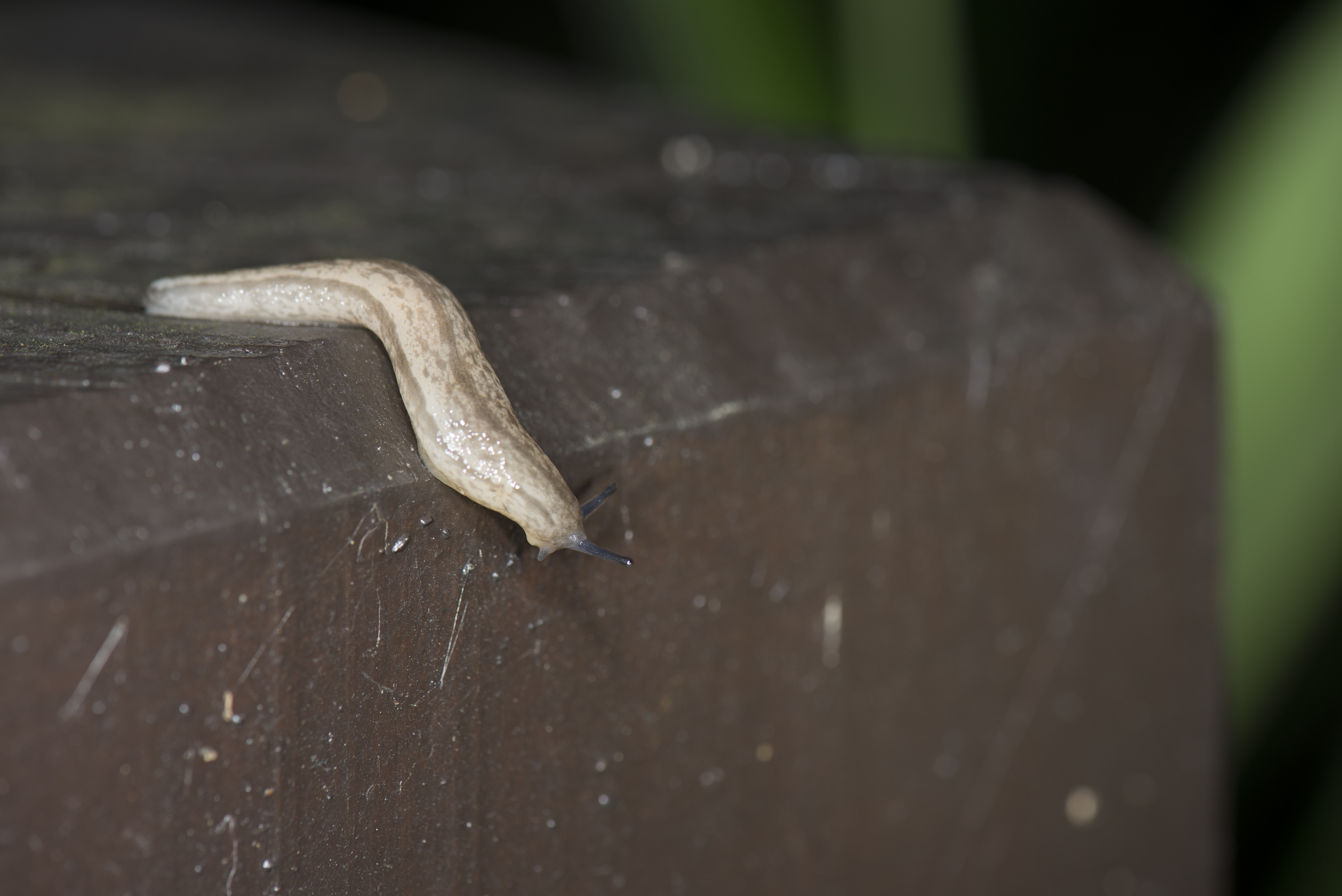
ナメクジ

ナメクジ（蛞蝓）とは、陸に生息する巻貝（軟体動物門腹足綱）のうち、殻が退化している種の総称である。ただし、ナメクジ科の1種のMeghimatium bilineatumの和名でもある。ナメクジラ、ナメクジリとも呼ぶ。

## 分類と系統
総称としてのナメクジにはナメクジ科・コウラナメクジ科・オオコウラナメクジ科など数科の種が含まれる。これらは必ずしも同じ系統の種ではなく、別系統のカタツムリから、それぞれ貝殻を失う方向へ進化した多系統群である。
アシヒダナメクジ科など特殊な種を除けば、一般にナメクジと呼ばれる種は、分類学的にはカタツムリと同じ有肺亜綱の柄眼目に属しているため、カタツムリの1種とも言える。カタツムリの貝殻が徐々に退化して小さくなり体内に入って見えなくなればナメクジの形になるが、実際にはその途中の形態を持つ種類も有る。ヒラコウラベッコウガイは薄く平たい殻を持ち、休止時には殻の大部分が見えてカタツムリのようだが、活発に活動している時には殻の大部分が外套膜に覆われ、ナメクジのようになる。またコウラナメクジ科のように薄い楕円形の殻が体内に埋もれている種や、ナメクジ科のように完全に殻が失われている種まで、様々な段階の種が存在する。
このような貝殻の消失は様々な系統で起こっており、これを「ナメクジ化（limacization）とも言う。海に棲む前鰓類のチチカケガイ科や後鰓類のウミウシ類も、それぞれ独自にナメクジ型に進化した巻貝と言える。ナメクジ化が起こる理由は必ずしも明らかではないが、殻を背負っているよりも運動が自由で、狭い空間なども利用できる利点が有るという可能性は考えられる。地中でミミズ類を捕食するカサカムリナメクジ科では、その特異な捕食環境に適応した結果として、ナメクジ化したと見なす事もできる。
南アフリカ共和国には体長20 cmを超える巨大ナメクジが棲息する。これは各動画サイトやTVにも取り上げられている。主な特徴は、色は茶色や肌色ではない黄色で、通常陰茎は白色であるが、この種では黒色である。
なお、ナメクジウオのように「ナメクジ」と付くものの、ナメクジとは無関係の動物群もいる。
- 真正有肺類
  - 収眼類
    - アシヒダナメクジ上科
      - アシヒダナメクジ科：アシヒダナメクジ
      - ホソアシヒダナメクジ科：イボイボナメクジ

  - 柄眼類
    - カサカムリナメクジ科
    - ニワコウラナメクジ科
    - コウラナメクジ上科
      - コウラナメクジ科
      - ノナメクジ科

    - オオコウラナメクジ上科
      - オオコウラナメクジ科
      - ナメクジ科

## 日本列島のナメクジ
日本列島の人家の周辺で良く見られる種は、ナメクジ（ナメクジ科）やチャコウラナメクジ（コウラナメクジ科）などである。後者はおよそ1970年代以降に見られるようになったヨーロッパ原産の外来種で、人家周辺のほか農地や空き地など、ヒトによる攪乱の影響が強い場所に棲息し、農作物や園芸植物に被害を与えるため、農業や造園業などにおいて、しばしば防除の対象とされる。
チャコウラナメクジが日本列島で幅を利かせる以前には、やはり外来種でコウラナメクジ科のキイロナメクジ（キイロコウラナメクジ）が人家周辺には多く、「コウラナメクジ」と言えば、こちらの種を指すのが普通だった。住宅地などでチャコウラナメクジよりも巨大な姿で活動している姿を普通に見かけたものだが、それよりも小型のチャコウラナメクジの勢力の伸張と共に衰退し、次第に見かけられなくなってきた。このように、種の変遷が見られる。
山野にはヤマナメクジという大型種がおり、体長は10 cm以上にも成長する。身体は分厚く、触角は短い。沖縄諸島の山地には、別種のヤンバルヤマナメクジもいる。ヒラコウラベッコウガイは沖縄地方における外来種であり、退化しかけた薄く小さな殻を持ち、カタツムリとナメクジの中間的な形態を示す。
やはり、沖縄地方および熱帯地方に広く分布し、しばしば害虫とされる種にアシヒダナメクジが挙げられる。これは平べったい楕円形で、表面には細かい粒々が見られ、あまり粘液を出さない。裏返すと身体の下面に、身体の幅より狭い脚が区別でき、その前の端に口や触角が有る。これは他のナメクジ類とは近縁ではなく、イソアワモチに近縁の種である。

## 天敵
- ナメクジの有力な天敵は、コウガイビル類という動物であるが、環形動物のヒルの仲間ではなく、陸生の扁形動物でプラナリアの仲間である。
- ハエの仲間では、貝類捕食者として有名なヤチバエ科の中に、幼虫がナメクジを専門に捕食するものが知られているほか、クロバエ科のイトウコクロバエの幼虫も、カタツムリだけでなくナメクジに捕食寄生することがある。クロバエ科やニクバエ科の捕食寄生性の種には、宿主が不明なものが多いので、他にもナメクジ寄生性の種が見つかる可能性がある。
- スズメバチ、トックリバチ、アシナガバチなどの肉食性蜂類や、アリ類など肉食性昆虫からも捕食されるので、ナメクジにとっては天敵である。

## ナメクジと人間の関係

### 農業・園芸
ナメクジ、カタツムリ類は、キャベツ、ピーマンなどの栽培では、葉、花、果実の柔らかい部分を食害する害虫である。
初夏、まとまった雨が降った数日後、大量発生することがある。これらは夜間や雨天時に、やわらかい新芽を食害したり仲間の屍体を食する。この時期、畑や園芸ポットに種を直蒔きする際は注意が必要である。なお、大量発生自体は２週間ほどで収束することが多い。
駆除方法として、夜にビールを浅い器に入れておくと、溺死して駆除できるとされる（ビールトラップ）。ほか、お酢、銅線、銅テープ、コーヒーかすを土に混ぜることでも防除できるとされ、農業や園芸に利用される。

### 生薬と民間療法
中国医学では、蛞蝓（かつゆ）という名称で、生薬として使用される。効能は清熱解毒、止咳平喘などが挙げられるという。
一方で、民間療法の中には、ある種のナメクジを生きたまま丸呑みにすると、心臓病や喉などに効くとする話も有る。しかし、広東住血線虫が感染する可能性が有るため、危険である。オーストラリアでは、ふざけてナメクジを食べた者に寄生虫が感染し、その寄生虫が大脳に移行して、髄膜炎と脳炎を併発して420日間昏睡状態に陥り、意識が回復後も脳障害で身体が麻痺し、8年後に死亡した症例が存在する。

### 交通とナメクジ
日本のD51形蒸気機関車のうち、初期に製造された物は、ボイラー上部に配置した砂箱と給水暖め器の覆いの形状から「ナメクジ」という愛称が付けられた。なお、電力設備や配線設備内に侵入したナメクジにより、電気回路の短絡を引き起こした結果、鉄道の運行不能が起きた事例が知られる。また、ナメクジの影響で交通信号機が、異常点滅した事例が有る。

### 日本民俗学におけるナメクジ
ナメクジは夏の季語の1つとして扱われる。なお「ナメクジに塩」と言うと「苦手な事物を前にして、萎縮した状態」の喩えとして使われる。この慣用句「ナメクジに塩」で言う「塩」とは、食塩を指す。ナメクジに食塩のような浸透圧を高くする物を振りかけると、ナメクジが体液を奪われて、小さく縮む現象になぞらえた喩えである。また「三すくみ」の伝承では、ヘビに勝ち、カエルに負けるという役回りが、ナメクジに振られている。この三すくみで勝敗を決める虫拳では、小指がナメクジを表す。祭事の対象としては、岐阜県中津川市加子母地区で、例年旧暦7月9日に「なめくじ祭り」が行なわれ、この日に限り、文覚の墓に這い上がるナメクジは、袈裟御前の化身と言い伝えられており、それを拝する。